# Mequinenza
Mequinenza é uma cidade na província de Saragoça, Aragao, Espanha. O município pertence ao distrito de Bajo Cinca. Ele está localizado no extremo leste da província de Saragoça e localizado na confluência de três rios, o Ebro e o Segre, que pouco antes recebeu as águas da Cinca. Seu termo municipal tem 307,45 km². Seu reservatório, conhecido como Mar de Aragón, construído entre 1957 e 1964, tem uma capacidade de 1.530.000.000 m³ e é um dos maiores da Espanha.

## Economia

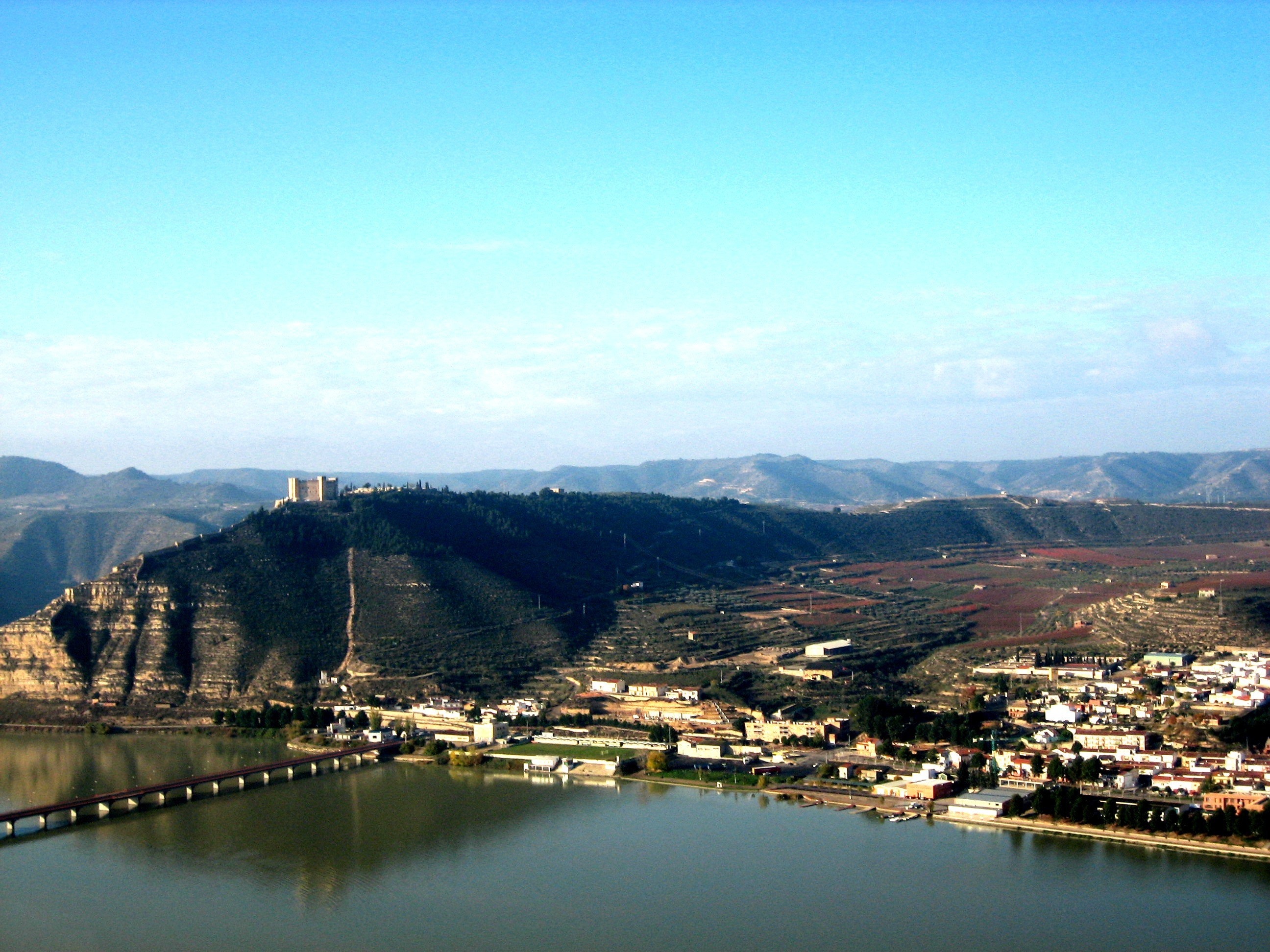
Vista panorâmica de Mequinenza.

Sua economia é baseada na turismo, indústria, mineração de carvão, indústria têxtil, suínos e criação de ovinos (embora este último já estão em declínio), aumentando a agricultura de sequeiro (amêndoas, azeitonas e cereais) e orientada irrigada cultivo de árvores frutíferas, como cerejeiras e pessegueiros. Há também uma indústria turística com grande potencial para o futuro, especialmente graças à pesca e cultura. Mequinenza recebe visitantes estrangeiros que chegam de quase todos os cinco continentes.
As minas de lignito foram intensamente exploradas durante as duas guerras mundiais; o transporte foi realizado pelo Ebro ou pela estrada. No momento esta atividade está completamente em decadência, embora no passado tenha permitido a Mequinenza possuir uma frota de 16 llaüts (barcos que transportavam o carvão de Mequinenza e tinha uma capacidade de carga de 18 a 30 toneladas), agora extinta.
Uma das principais referências industriais da cidade é a propriedade industrial "Riols", localizada no canto nordeste do município, na fronteira com a província de Huesca. É um espaço estratégico que tem boas comunicações, a meia hora da estação Lleida-Pirineus AVE, a uma hora e vinte minutos de Saragoça e Tarragona e a cerca de duas horas de Barcelona. Polígono "Riols" também tem um BICs de construção (European Business e Centro de Inovação) chamou Centro de Emprendedores de Mequinenza dedicado ao lançamento de novas startups que querem consolidar no mercado. O centro faz parte da Rede Aragonesa de Centros de Empreendedores (Rede ARCE).

## Idioma
Mequinenza é uma cidade bilíngüe, porque, embora a língua oficial seja o castelhano, a língua materna é um dialeto do catalão. Mequinenza sempre foi um município que tentou dignificar a linguagem que fala e nesse sentido já nos primeiros anos da democracia, foi pioneiro na defesa de sua linguagem.
Em 1 de fevereiro de 1984, os prefeitos dos municípios da região catalã de Aragão se reuniram com o Ministro da Cultura do Governo de Aragão, José Bada Paniello, no Castelo de Mequinenza. Nesta sessão de trabalho foi elaborado o documento conhecido como a Declaração de Mequinenza, que deu origem ao acordo assinado entre o Governo de Aragón e o Ministério da Educação e Ciência para poder implementar o tema voluntário do catalão nos centros educativos dos municípios.

## História
É necessário destacar a importância que alguns autores deram à situação nesta zona da cidade ibérica de Octogesa, que desempenhou um papel importante no desenvolvimento da batalha de Ilerda. Desde 1983 e como parte dos programas do Museu de Saragoça pesquisa, em colaboração com a Cidade de Mequinenza e apoio do Governo de Aragão realizou uma série de escavações em três locais: As Castellets, Barranco de la Mina Vallfera e Riols I.
Os Castellets: um espaço chave para o conhecimento da passagem dos povos da Idade do Bronze Final à cultura das urnas. O conjunto consiste em uma colônia em uma passarela no rio Ebro, cercada por duas torres, uma parede e uma vala, ao lado de duas necrópoles. É o único em todo o Aragão em que necrópole de enterro e incineração foram encontrados juntos.
Ravina da Mina de Vallfera: uma campanha de escavação de emergência foi realizada neste local, descobrindo um grupo muito importante de aldeias de necrópole e data final do Neolítico.
Riols I. Em outubro de 1985, foi realizada a primeira campanha de escavação de emergência descrevendo um assentamento com características semelhantes às da Ravina da Mina Vallfera. A conservação deste site permitiu iniciar os estudos que apontavam que datava do período final do Neolítico.
Numerosas pinturas e gravuras associadas foram encontradas em Mequinenza, pertencente à Arte Rupestre do Arco Mediterrânico da Península Ibérica, considerada Património Mundial pela UNESCO em 1998.

## Antiguidade e Idade Média
A presença de fragmentos cerâmicos "sigillata" decorados em diferentes espaços levam a indicar uma ocupação romana. Julio César em sua obra "De Bello Civili" refere-se à população de Octogesa que alguns historiadores localizam em Mequinenza.
"Tomado desta resolução, enviar barcos de pesca em todo o Ebro e levar a Octogesa. Havia esta cidade nas margens do Ebro, distante vinte milhas de reais. Este recurso formar uma ponte de barcos, e passando duas legiões pelo Segre, eles fortificam seu campo com uma cerca de doze pés ".
Mequinenza nome de lugar vem do berbere Banu Miknasa que a base do que é atribuído à sua chegada à península entre 714 e 719. Durante a Reconquista, Alfonso I ocuparam em 1133 (embora o Almorávidas reconquistada pouco mais tarde) e foi finalmente conquistada por Ramon Berenguer IV em 1149. Mequinenza aconteceu com os domínios da família nobre do Moncada, senhores do Barão de Aitona. Acredita-se que eles foram estabelecidos entre o ano de 714 e o ano de 719. Nesse período, a fortaleza defensiva seria reconstruída. Al-Idrisi, cronista da época, descreve assim:
"É pequeno, mas tem uma fortaleza forte que parece forte e está nas fronteiras de al-Andalus."
Mequinenza, depois de meio século de jurisdições reais diretas, era uma mansão da casa do Moncada, junto com Aitona e Seròs. E estes são os que constroem o importante Castelo de Mequinenza. E embora a conquista cristã ainda existisse, as três aldeias eram em sua maioria muçulmanas. Anos depois, surgem conflitos entre Fraga e Mequinenza por causa de seus limites fronteiriços. Em 6 de Setembro, 1246, para evitar batalhas e litígios, Pere de Montcada e sua esposa Sybil vir a amullaramiento de tais termos, mas em troca das melhorias concedidas a fragatinos, respeitando os termos de seus municípios, os homens da aldeia de Fraga são obrigados a pagar ao Montcada cem maravedis de ouro. Mequinenza não evitar a praga de 1348, causando muitas vítimas nesta ocasião e também em epidemia de 1380. Após isso, o infante Juan o Caçador, permanece no Castelo várias vezes.
Em 1410, após a morte sem descendentes de Martín el Humano e durante as disputas de sucessão que levaram ao Compromisso de Caspe, os partidários do Conde Jaime de Urgel no Reino de Aragão organizaram seu próprio parlamento na cidade, em oposição à de Alcañiz, liderada pelos leais a Fernando de Trastámara. Diferentes guerras como a Guerra Civil Catalã (1462-1472), a Guerra Civil (1640-1652) e a Guerra de Sucessão (1705-1714) também devastaram a população e o castelo.

## Idade Moderna e Contemporânea

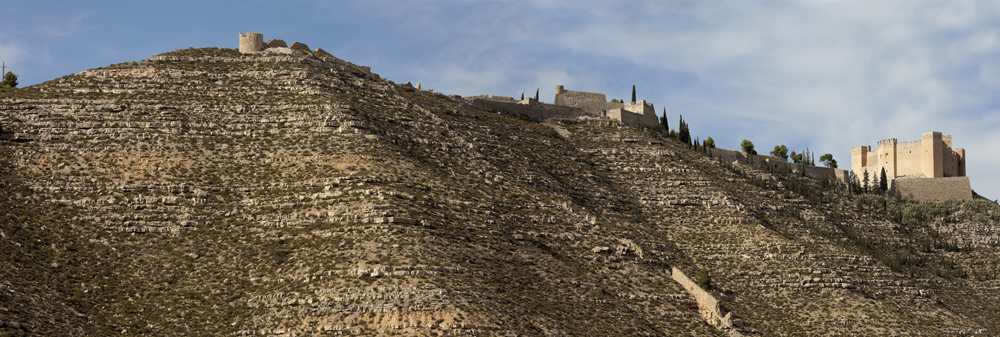
Castelo de Mequinenza.

Entre os séculos XV e XVI, seguiu-se um período de miséria e fome, com várias revoltas devido à opressão de alguns senhores. No ano de 1697, Fray Miguel de Salas escreve o livro Santa Agathoclia, virgem e mártir, padroeira de Mequinenza.
Durante a invasão napoleônica, geral Suchet , assim como Ramon Berenguer IV em 1149, tenta ganhar Mequinenza a Napoleão considerado "a chave do Ebro". Após 20 dias de cerco de 12.000 homens do exército francês contra 1.000 defensores espanhóis, a praça foi entregue. Isto facilita a Suchet a conquista de todo o Bass Cinca e o Segriá. Como resultado, o nome Mequinenza aparece no Arco do Triunfo, na praça Charles de Gaulle, em Paris, como uma das grandes vitórias de Napoleão. Em 1812 Mequinenza entrou a fazer parte do departamento francês de Bocas del Ebro. Pouco tempo depois, em 1814 Mequinenza foi recuperado por espanhóis graças a um estratagema ousado devido ao aventureiro militar e Espanhol Juan Van Halen, tenente-general mais tarde, que por estratagema, conseguiu levar Lérida e o castelo de Monzón.
Em 1831 a cidade pertencia aos duques de Medinaceli e também ao corregimiento de Saragoça. Por esta razão, quando esta cidade se torna chefe de uma das três províncias em que em 1835 o antigo Reino de Aragão seria dividido, Mequinenza ainda está integrado na província de Saragoça.
Mequinenza volta a ser lugar de importância durante as Guerras Carlistas e depois na Guerra dos Matiners. Durante a última guerra civil (1936-1939), a área municipal foi palco de violentos combates na Batalha do Ebro, entre junho e novembro de 1938. Como resultado, a ponte sobre o rio Ebro foi destruído e não sera reconstruído até os anos cinquenta.
A chegada do século XX levou a um aumento na demanda por carvão devido ao aumento da indústria. A chegada da Primeira e Segunda Guerra Mundial ainda favoreceu esse aumento. Mas a aparência da ferrovia, a crise da navegação fluvial e implementação de eletricidade levou à construção de várias represas hidroelétricas no rio Ebro. No início das obras e elevar o nível de água, muitas mequinenzanos foram forçados a marchar ou abandonar a população que eles reconstruíram ao lado do rio Segre. Um Mequinenza mais moderno e mais turístico, mas ainda mantém a memória do seu passado.

## Lugares de interesse turístico

### Castelo de Mequinenza

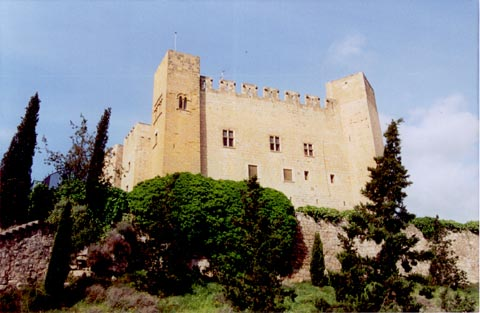
Castelo de Mequinenza.

O edifício sobe quase até a beira de um grande precipício, sendo uma massa fechada de bastante altura, sua planta é um quadrilátero irregular, com sete torres retangulares exceto uma, a mais robusta, que é curiosamente de planta pentagonal. Duas torres flanqueiam a pequena porta semicircular, protegida por um buharda. Poucas fortalezas terão uma localização melhor do que esta, contemplando uma paisagem extensa e impressionante, quase geológica, na confluência dos rios Ebro, Segre e Cinca e suas terras circunvizinhas. Nunca deixa de surpreender que os Moncada, senhores do baronato de Mequinenza, tenham escolhido este ninho de águias para a sua mansão fortificada. O edifício é um autêntico Castelo-Palácio, um dos melhores que a arte gótica legou à Coroa de Aragão, datada dos séculos XIV e XV.
Em seus primórdios, era uma fortaleza árabe, construída pela tribo berbere da Miknasa por volta do século XII. Em que no final de várias conquistas, cai nas mãos de Ramón Berenguer IV, já definitivamente nas mãos dos cristãos. Depois de várias mudanças de dono, em 1184 o castelo e a cidade de Mequinenza foram concedidos ao Marquês de Aitona, Ramón Guillén de Moncada, para depois passar aos duques de Medinaceli (duquesa de Alba).

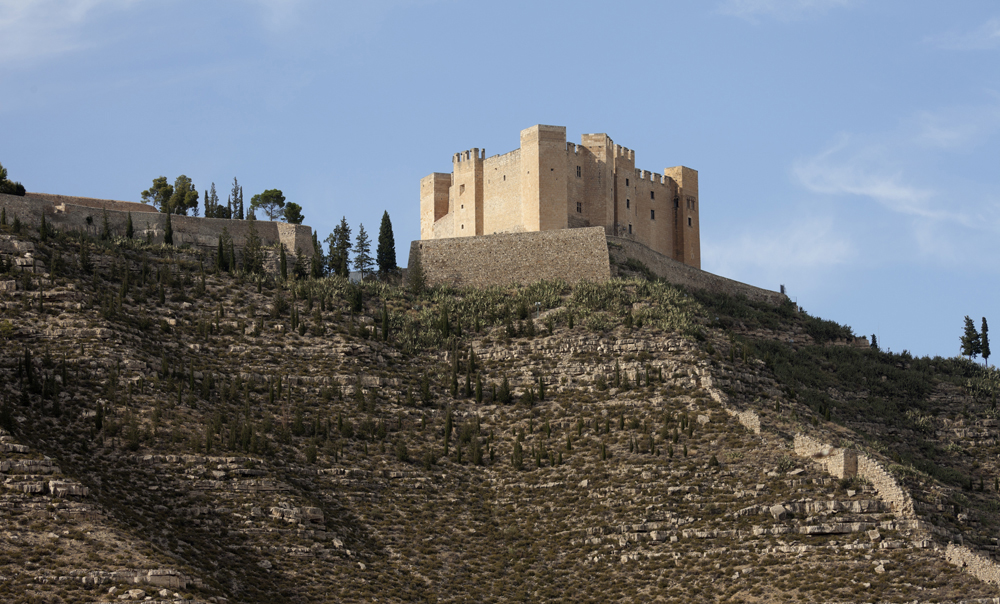
357.986x357.986px

Mas até o século XV as primeiras reformas não foram introduzidas para converter a fortaleza militar em residência-palácio. Muito mais tarde, durante os anos 1700-1710 (Guerra da Sucessão) em que houve uma mudança de dinastia na Espanha (dos Habsburgos para os Bourbons) foi transformado e condicionou o castelo ea área circundante a uma nova forma de guerra (com armas de fogo, artilharia...) e este foi o momento em que o duque de Orleans tinha uma estrada que ia de Mequinenza a Tortosa paralela ao rio, a fim de proteger todas as barcaças (llaüts) que navegavam pelo rio. rio entre estas duas populações.
Durante o período 1808-1814 (Guerra da Independência) o castelo sofreu três ataques de Napoleão, mas finalmente em 1810 foi conquistado pelas tropas do Marechal Suchet, e pertencia até 1814 ao governo francês. Mequinenza passou a ser inscrito em letras grandes em uma das colunas externas do Arco do Triunfo, em Paris. Mas em fevereiro daquele mesmo ano e sem disparar um único tiro, ele retornou às mãos espanholas por meio de uma estratégia de espionagem do Van Halen.
Entre 1820 e 1823, adquiriu um papel importante, apoiando importantes ataques carlistas e mantendo uma guarnição militar que durou até o início do século XX, quando foi abandonada. Durante a guerra civil tornou-se um castelo de observação e prisão republicana e uma vez terminada a guerra, permaneceu em ruínas até que a empresa ENHER a reconstruiu na década de 50.
Atualmente o castelo é de propriedade da Fundação ENDESA. Para visitar o castelo, é necessário solicitar uma visita prévia no Posto de Turismo da Câmara Municipal de Mequinenza. As visitas guiadas são realizadas nas manhãs de terça-feira com pedido prévio.

### A cidade velha

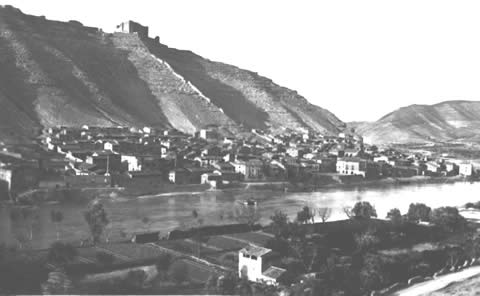
Cidade Velha "Poble Vell"

A cidade de Mequinenza foi localizado na margem esquerda do rio Ebro, e sofreu enchentes de um rio caprichoso que inundaram as partes mais baixas da localidade quando aqueles apareceu. Graças ao rio Ebro, Mequinenza estabeleceu um comércio fluvial em toda a regra, o que deu prestígio, e não apenas dos carpinteiros calafateros 'de Mequinenza, mas também os' sogueros". No período de esplendor, havia uma frota de 16 llaüts (barcos que transportavam entre 18 e 30 toneladas). Durante o último século, seu principal meio de subsistência tem sido principalmente o carvão, embora nos últimos anos tenha havido um declínio acentuado na atividade.
Com a chegada da empresa vida ENHER mudou para a maioria das pessoas, vai ter que ter contado 4033 habitantes 5800 censo e cerca de 1.500 mais sem censo. Muitos deles eram trabalhadores de outros locais para trabalhar na construção da barragem de Mequinenza. As minas começaram a fechar devido ao aumento significativo do nível de água da barragem de Ribarroja. Assim começou um êxodo para os habitantes de Mequinenza em que alguns foram para o exterior para trabalhar na mineração, outros para diferentes pontos da geografia espanhola e uma maioria permaneceu em que está neste momento Mequinenza. A final de 1974 mais da população já estava instalado em suas novas casas. Mequinenza provavelmente se tornou a primeira cidade na Espanha em que todos os seus habitantes eram os proprietários de suas casas.
Agora, a cidade velha de Mequinenza tornou-se um grande parque de memória ao ar livre. Após parte da cidade permaneceu inundado por as águas do Ebro foram recuperados a partir das ruas e caminhos das casas que permaneceram acima do nível da água runes originais. O velho Mequinenza, "Cidade Velha", como você sabe os mequinenzanos, é um convite para passear por suas ruas e becos, redescobrir alguns da antiga igreja, imagine as antigas docas e sabe mil histórias, curiosidades e lendas desta antiga e aldeia histórica de marinheiros e mineiros.

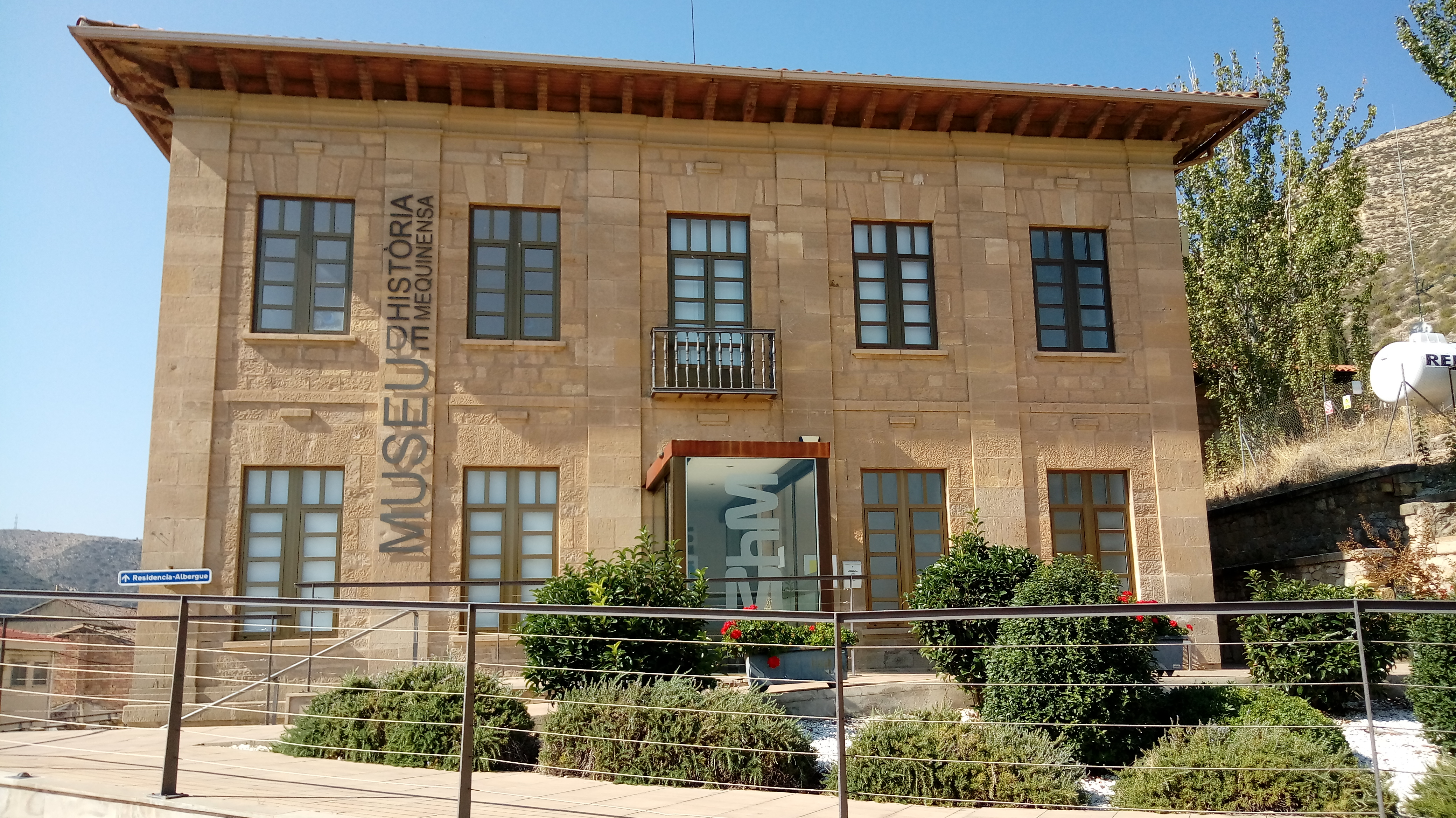
Museus de Mequinenza.

### Museus de Mequinenza

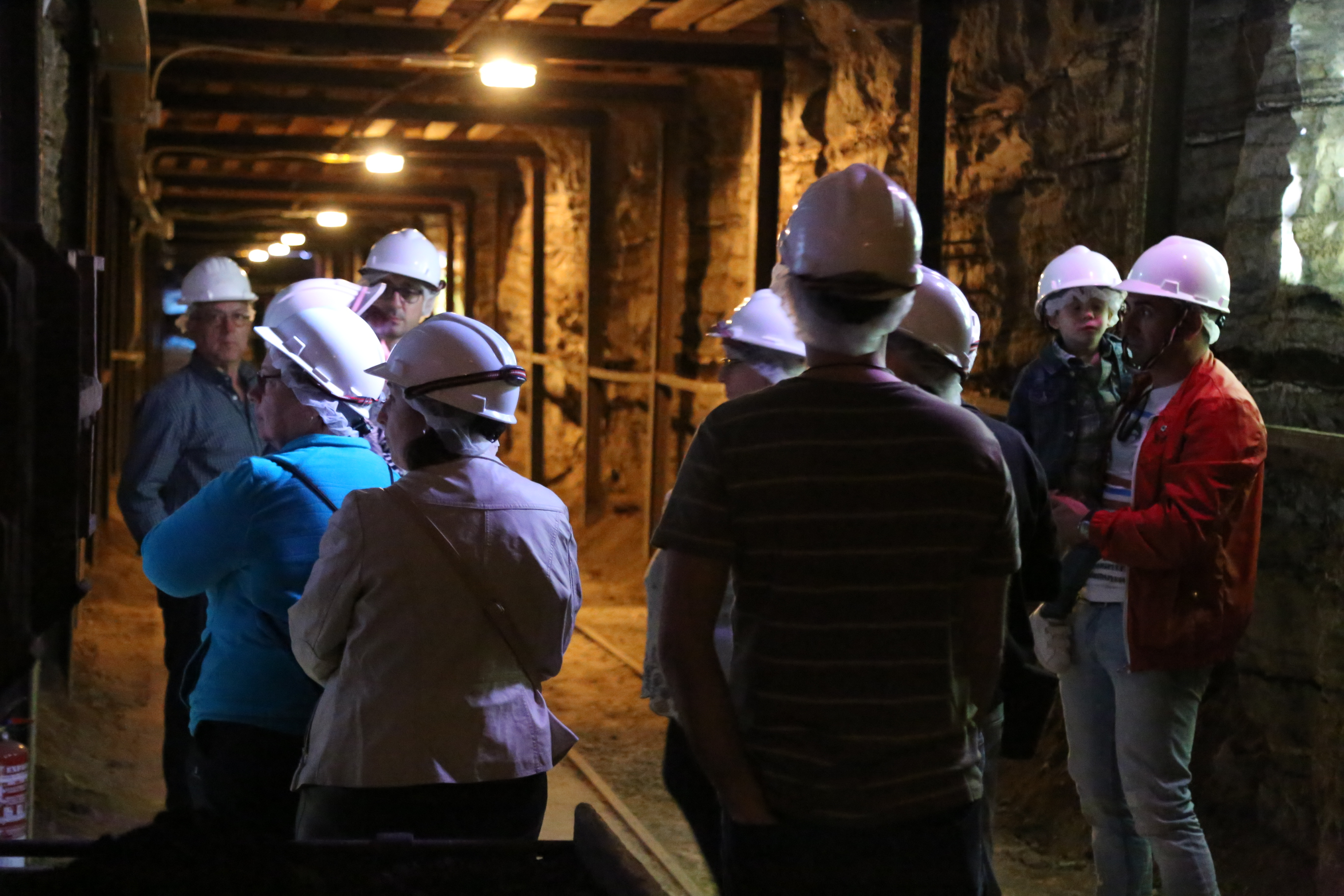
Museu de Minas de Mequinenza.

Nos Museus de Mequinenza, você pode explorar uma galeria de carvão subterrânea de mais de 1000 metros de rota no Museu da Mina, viajar a história da população até o desaparecimento do Mequinenza sob as águas do rio Ebro no Museu de Minas. História ou descobrir como foi vivido durante a pré-história no Museu do Pré-histórico. Inaugurado em 2006, eles estão localizados no Grupo Escolar Maria Quintana.
Os Museus de Mequinenza concentram seus discursos sobre a população de Mequinenza, que foi inundada sob as águas do Ebro e foi demolida. Hoje você pode visitar parte da cidade velha, o castelo medieval da cidade e uma mina de carvão de mais de um quilômetro de comprimento com material histórico e máquinas que foram usadas para a extração de carvão por mais de 150 anos no bacia mineira de Mequinenza. O "Camí de Sirga" Hostel também está localizado ao lado dos Museus, que recolhe o nome da antiga rota usada pelos rebocadores para subir o rio Ebro com os llaüts, barcos que poderiam carregar até 30 toneladas de carvão.

### Aiguabarreig Segre-Cinca-Ebro

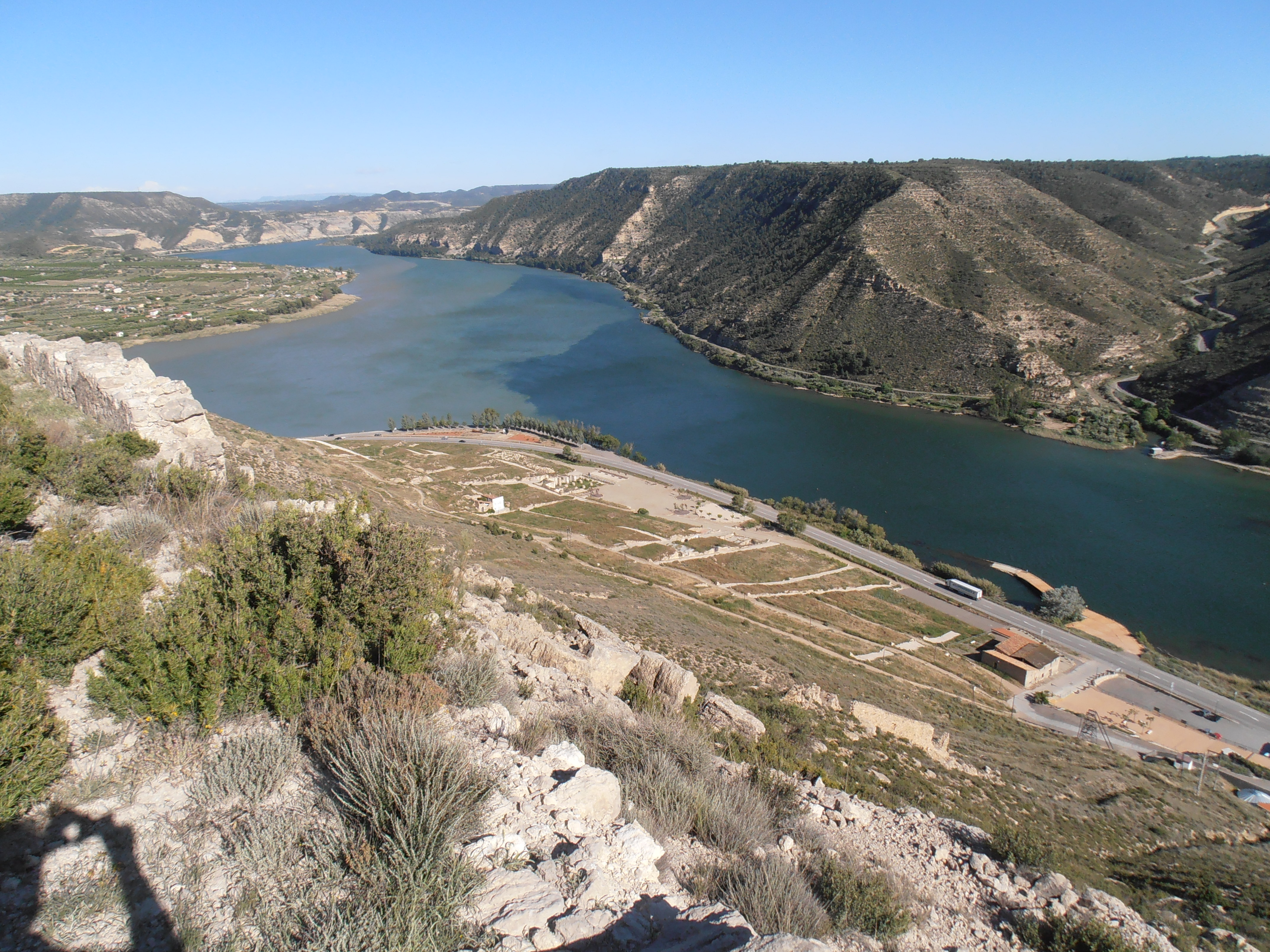
349.965x349.965px

Na confluência dos rios Segre e Ebro reside a Aiguabarreig um espaço com grande riqueza natural e uma variedade de ecossistemas que variam de estepes do Mediterrâneo florestas impenetráveis de costa, transformando este espaço em um refúgio para a biodiversidade. Territorialmente, o Aiguabarreig está localizado no centro da depressão Ebro meio. Para o oeste Monegros, com Tossals leste de Montmeneu e Almatret e ao sul com a cauda do reservatório Ribarroja. Este espaço é nomeado após a palavra de origem catalã que designa o local onde dois ou mais fluxos de água se juntam e formam um único. Segre e Cinca formar uma primeira Aiguabarreig entre as cidades de La Granja d'Escarp, Massalcoreig e Torrente de Cinca, a poucos quilómetros convergir com as águas do Ebro, já no município de Mequinenza, formando uma das maiores confluências de rios de toda a Península Ibérica.
Aiguabarreig encontrado em centenas de metros de largura de ilhas connumerosas rio de água e matas ciliares, grandes massas de juncos, praias de seixos, piscinas naturais e galachos. É um ponto de confluência da planta estepe a partir da zona de árido Monegros e flora mediterrânica sobe o vale do Ebro. Graças a estas características coexistir espécies de ambientes opostos.
As aves são o grupo mais numeroso e variam de colônias ardentes a todos os tipos de aves de rapina e aves típicas de ambientes desérticos. Você também pode encontrar répteis, anfíbios e mamíferos, especialmente morcegos, veados, corços, lontras e a presença cada vez mais abundante de cabras selvagens.

### Represa Mequinenza

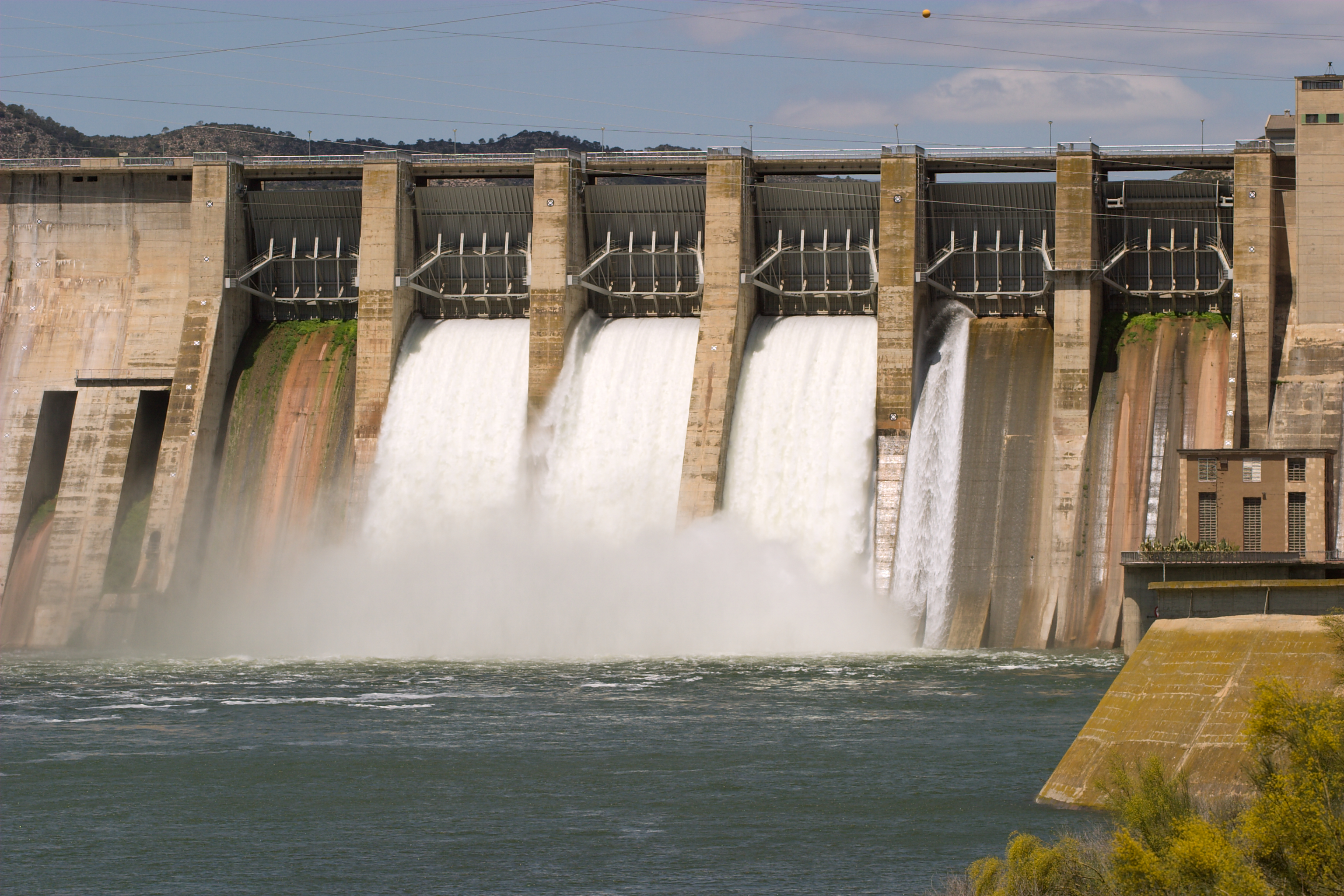
Represa Mequinenza

Construído em 1966 no rio Ebro, tem uma área de 7540 ha de água, sendo o maior reservatório em Aragão. Seu volume chega a 1530 hm³, dedicado à produção de energia elétrica. Tem uma largura média de 600 me sua profundidade atinge mais de 60 m. A barragem, com 79 m de altura, repousa sobre os contrafortes calcários das serras de Montenegre e La Huerta, no município de Mequinenza. O reservatório recebe a denominação geoturística de mar de Aragão, quando está toda sua superfície dentro desta comunidade autônoma, servindo em algum trecho de limite provincial entre Huesca e Saragoça. Anega parte dos municípios de Mequinenza, Fraga, Caspe, Chiprana, Sástago e Escatrón.
A construção da barragem de Mequinenza, por concessão à empresa ENHER de aproveitamento hidrelétrico integral de um trecho do rio Ebro em 1955, deu origem a esse grande reservatório de comprimento aproximado de 110 km e com "costas interiores" em seu entorno. 500 km A folha de água no nível máximo é de 121 m. Foi represado pela primeira vez em dezembro de 1965, quando 3.500 hectares de horta foram inundados. O engenheiro responsável pelo projeto foi o catalão Victoriano Muñoz Oms.
Com um nível de água de 121,5 metros e uma área drenada de 55.000 km², é a maior represa hidrelétrica de toda Aragão. Inicialmente, tinha uma capacidade instalada de 324 MW, embora desde 2010 tenha aumentado para 384 MW, com uma produção anual de mais de 743 GWh.

### A Mequinenza de Jesus Moncada

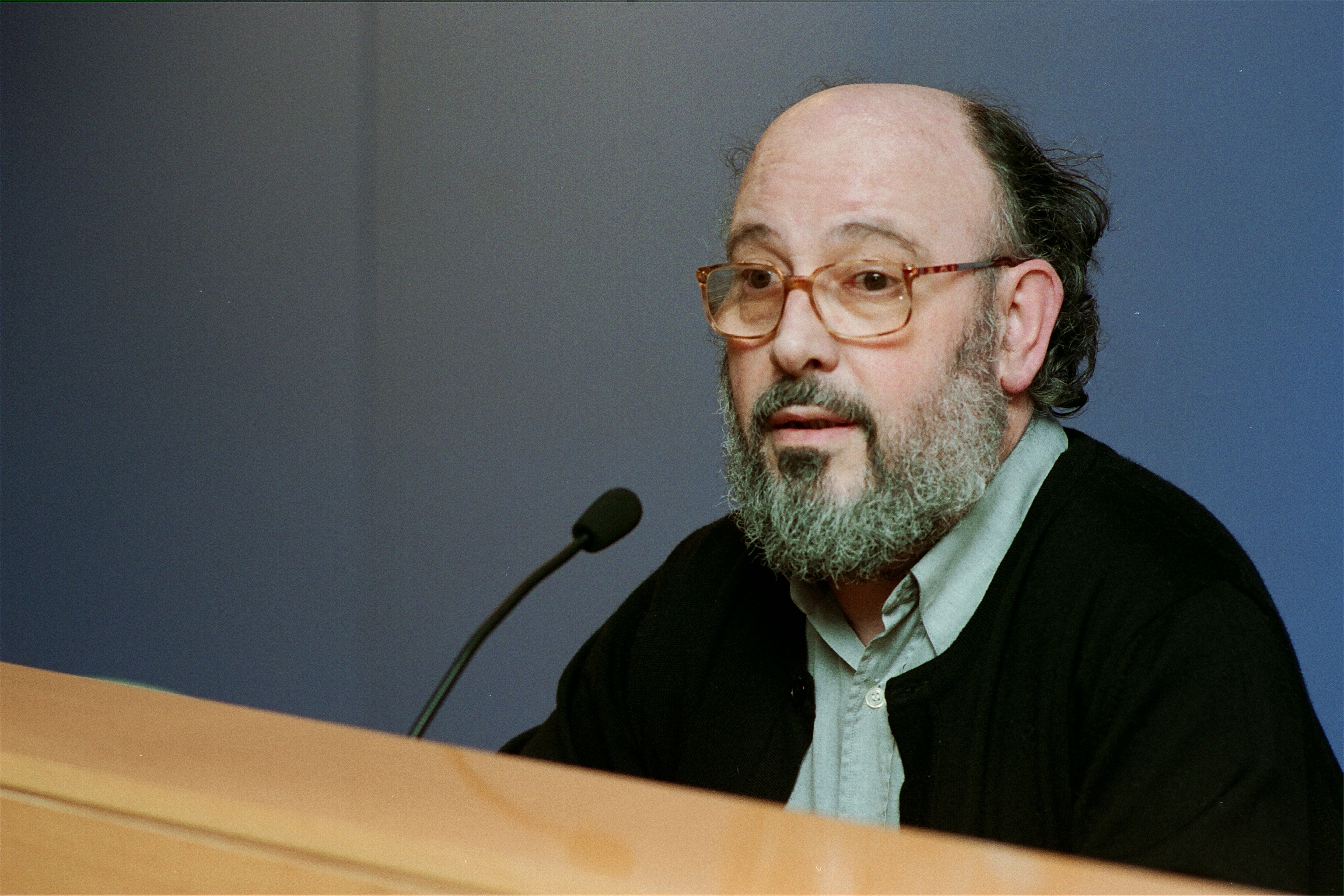
257.986x257.986px

Mequinenza é também um ponto de referência para os amantes da literatura. Jesús Moncada, o escritor mais universal da população, transformou o velho Mequinenza no palco protagonista das múltiplas histórias pessoais narradas em seus livros. O romance "Camino de Sirga", traduzido em mais de 20 línguas (incluindo japonês, sueco ou vietnamita), é um amálgama de personagens e histórias reminiscentes da antiga Mequinenza e seu trágico fim.
Considerado um dos mais importantes autores catalães de sua época, recebeu vários prêmios por seu trabalho, entre outros o Prêmio Cidade de Barcelona ou o Prêmio Nacional da Crítica em 1989 por Camí de sirga ou Creu de Sant. Jordi, concedido pela Generalitat da Catalunha no ano de 2001. Em 2004, ele recebeu o Prêmio das Cartas Aragonesas que ele reuniu alguns meses antes de sua morte.
Os Museus de Mequinenza realizam percursos literários sobre o escritor que percorre a Cidade Velha e localizam, através de fragmentos de seus livros, os visitantes nas diferentes narrativas e curiosidades que o autor colocou nas mesmas ruas. No Espaço Moncada de museus você pode aprender mais sobre a herança não só literária, mas também pictórica e fotográfica que Moncada legou.

### Pesca
Uma das espécies mais peculiares que podem ser encontradas no reservatório de Mequinenza é o bagre. Um peixe nativa da Europa Central, que foi introduzido ilegalmente no Mequinenza durante a primavera de 1974. A primeira bagre que foram lançados eram jovens, 10 anos depois, em meados dos anos 80, começou a ser capturado partes de mais de um metro e 25 kg de peso. 30 anos após a sua entrada clandestina o bagre continuar em áreas de reservatório de Mequinenza e Ribarroja e seu principal habitat em Espanha e esses lugares se tornaram um ponto de peregrinação para os pescadores em toda a Espanha e no estrangeiro (principalmente alemães, franceses, britânico, americano e japonês), pronto para enfrentar um peixe cujas características já tornaram-se lendárias, conseguindo capturas e 240 centímetros e quase cem quilogramas. Você também pode encontrar espécies como carpa comum, perca, blackbass ou alburnos.
No reservatório de Mequinenza existem cerca de 30 competições por ano. Em 2017, Mequinenza sediou a LXIV Espanha Championship Teams Encontro de Água Dulce Regional e Nacional na categoria masculina, organizado pela Federação Espanhola e Pesca Aragonês  e contou com a colaboração da Sociedade de Pesca "El Siluro" e a prefeitura de Mequinenza, que contou com a participação de 111 atletas de 13 comunidades autônomas.

### Esportes náuticos
Mequinenza tem uma pista de corrida considerada uma das melhores da Espanha pela sua excelente acessibilidade, sua superfície de água estável e suas instalações esportivas nas margens do reservatório. O Recinto Náutico Capri Club é o paraíso dos desportos aquáticos em Aragão. Nas águas calmas do seu reservatório você pode praticar muitos esportes. Você também pode praticar esqui aquático com as autorizações correspondentes em ordem.

### Turismo ativo
Mequinenza é a localidade que registra um maior número de empresas de turismo ativo e aventura (com domicílio fiscal no município) da província de Saragoça e a quinta no nível de Aragão. Mequinenza tem um total de 10 empresas de turismo ativo e de aventura relacionadas com atividades de pesca esportiva. As empresas de turismo ativo e aventura são identificadas com um logotipo que representa uma rosa-dos-ventos em um fundo amarelo e a assinatura concedida pelo Governo de Aragão. Trata-se de garantir aos visitantes, oferecendo padrões de qualidade, algo que no caso de Mequinenza é altamente valorizado, fato que tornou a cidade uma referência para a pesca na Europa e um destino favorito para muitos pescadores internacionais.

### Birdwatching
Mequinenza, localizada na confluência dos rios Segre e do Ebro, tem uma herança rica em natureza, com uma grande variedade de ecossistemas, que vão desde as estepes do Mediterrâneo matas ciliares impenetráveis, tornando-se um paraíso com uma biodiversidade única. Segre e Cinca formar uma primeira Aiguabarreig (palavra de origem catalã designar o lugar onde duas ou mais correntes de água se juntam e formam um) entre as populações de Granja d'Escarp, Massalcoreig e Torrente de Cinca a poucos quilómetros convergir com as águas do Ebro, já no município de Mequinenza, formando uma das maiores confluências dos rios da Península Ibérica.
No Aiguabarreig nós podemos observar inúmeras ilhas do rio e florestas ribeirinhas. É um ponto de confluência da planta estepe a partir da zona de árido Monegros e flora mediterrânica que sobe através do vale do Ebro. Com estas características especiais coexistir espécies de muito diversos ambientes em que as aves são o grupo mais proeminente. colônias Ardeidae que variam de todos os tipos de aves de rapina e aves típicas de ambientes desérticos, incluindo uma extensa representação de espécies raras e ameaçadas de extinção na Europa. área do rio Aiguabarreig é uma zona húmida de grande importância como área de reprodução, invernada e de descanso fauna migratória. A localização no meio da depressão do Ebro e a proximidade do Delta agregam valor como um conector biológico extraordinário.

### Outras atividades
Uma das grandes atrações de Mequinenza são as suas rotas onde você pode fazer caminhadas, andar de bicicleta de montanha ou simplesmente desfrutar de um agradável passeio pela natureza e pela confluência dos rios. Várias rotas de caminhada percorrem a cidade, incluindo a Trilha Natural do Ebro GR-99, ou a rota do Caminho de Sirga del Ebro.
O Mequinenza tem um programa cultural abundante e variado ao longo do ano, com inúmeras atividades participativas, como a celebração do Dia Mundial do Bem-Estar, o Dia Internacional da Língua Materna, o Festival Internacional de Cinema de Mequinenza, a Vila Cruz de Mequinenza, o Transebre BTT, o Dia da Bicicleta, vários Campeonatos de Pesca (incluindo o Campeonato Carpfishing), o Tri-La Mina Triathlon, o Tri-Kids, o Torneio Intercomarcal Pedestre e Birlas, o Torneio de Judô Miknasa Al-Zaytun , o Torneio de Futebol Villa de Mequinenza, o Dia Mais Curto, a Maratona de Duplas de Tênis, o Circuito Minitenis ou a Descida Internacional de Cinca.

### Relíquia deSão João Paulo II
A relíquia de São João Paulo II, de primeiro grau, está guardada na Igreja de Nossa Senhora da Assunção de Mequinenza. É uma mecha de cabelos do papa polonês canonizado em abril de 2014 e está localizado em um lado do templo, ao lado do altar, em um relicário que vem da antiga igreja demolida pela construção do reservatório de Ribarroja, que foi restaurada e sobre a qual foi instalada uma imagem de Karol Wojtyla, obra da pintora Teresa Roche.

## Pessoas famosas
- Jesús Moncada, autor de romances famosos como Camino de Sirga. (Mequinenza 1941 - Barcelona 2005) .15
- Edmon Vallés, escritor e jornalista, especializado em história e divulgação histórica, e questões relacionadas à documentação gráfica (1920-1980) .16
- Miguel Ibarz, pintor (Mequinenza 1920 - Barcelona 1987) .17
- Santiago Estruga, pintor (Mequinenza 1910 - Barcelona 2003) .18
- Joaquín Torres Arbiol, emigrante ultramarino (Mequinenza 1901 - Buenos Aires 1991).
- José Soler Casabón, compositor e músico (Mequinenza 1884 - París 1964).
- María Quintana, pedagoga e primeira inspetora geral do ensino primário em Espanha (Mequinenza 1878 - Madrid 1968) .20
- Antonio Vallés Pedrix, compositor e músico (Mequinenza, 1923 - Jaén 2006) .21
- Francisco de Moncada e Cardona (Mequinenza 1532 - Valencia 1594).
- Maria Vallès, pianista (Mequinenza 1917 - Barcelona 1937).
- Tomás Germinal Gracia Ibars "Victor García", um escritor anarquista e esperantista (Mequinenza 1919 - Montpellier 1991).
- Josep Ferrer, jogador de basquete e treinador do Toulouse Université Club (Mequinenza 1920 -?)
- Ismael Comas i Solanot, jogador de futebol e treinador (Mequinenza 1942)
- Elvira Beleta, sobrevivente do Campo de Concentração de Ravensbruck (Mequinenza 1891) 22
- Maria Beleta, sobrevivente do Campo de Concentração de Ravensbruck (Mequinenza 1914) 23
- Joan Barter Soro, mestre da capela das catedrais de Lérida e Barcelona (Mequinenza 1648 - Barcelona 1706) .24
- José Ferrer Beltrán, compositor, intérprete e organista da colegiada de Tremp e das catedrais de Lérida, Pamplona e Oviedo (Mequinenza 1745 - Oviedo 1815) 25
- Héctor B. Moret i Coso, poeta, ensaísta e narrador na língua catalã, lingüista, crítico literário e historiador da literatura (Mequinenza, 1958)
- Maite Moret, PhD em Filologia Hispânica da Universidade de Zaragoza (Mequinenza,)
- Miguel Ángel Riau Ferragut, jogador de futebol (Mequinenza 1989)
- Raúl Agné, treinador de futebol (Mequinenza 1970)
- Juan Carlos Oliva, treinador de futebol (Mequinenza 1965)
- Miriam Riau, comunicadora e artista (Mequinenza 1987)
- David Jeta, monólogo (Mequinenza 1987)

## Geminação
- Bressuire, França